# Reprezentacja Szwajcarii w piłce siatkowej mężczyzn
Reprezentacja Szwajcarii w piłce siatkowej mężczyzn to narodowa reprezentacja tego kraju, reprezentująca go na arenie międzynarodowej. Na razie nie wystąpiła na Mistrzostwach Świata.
Od 1988 do 1991 trenerem był Jan Such. 
Mistrzostwa Europy:
- 1971 – 19. miejsce
- 2023 – 23. miejsce